# Norge i Junior Eurovision Song Contest
Norge debuterade i Junior Eurovision Song Contest 2003 och har till och med 2005 deltagit 3 gånger. 2004 stod NRK värd för upplagan när den hölls i Lillehammer.

## Deltagare
| År                     | Artist       | Bidrag                  | Nr | Poäng |
| 2003                   | 2U           | Sinnsykt gal forelsket  | 13 | 18    |
| 2004                   | @lek         | En stjerne skal jeg bli | 13 | 12    |
| 2005                   | Malin Reitan | Sommer og skolefri      | 3  | 123   |
| Deltar inte sedan 2006 |              |                         |    |       |

## Värdskap
| År   | Plats       | Arena       | Programledare                             |
| ---- | ----------- | ----------- | ----------------------------------------- |
| 2004 | Lillehammer | Håkons Hall | Nadia Hasnaoui och Stian Barsnes Simonsen |